# Otto Wittig
Otto Wittig (* 9. November 1859 in Fraustadt, Provinz Posen; † 19. Mai 1942 in Potsdam) war ein deutscher Architekt.

## Leben
Wittig studierte Architektur an der Berliner Bauakademie. 1887 wurde er zum Königlichen Regierungs-Baumeister ernannt. Er trat in den Dienst der Stadt Berlin, dann wechselte er zur Bauverwaltung der Stadt Düsseldorf, wo er an Planungen zur Erweiterung des Regierungsgebäudes arbeitete. 1890 heiratete er Marie Luyken (1866–1942), die eine Tochter und einen Sohn gebar.
1896 berief ihn die preußische Hofbauverwaltung in ihre Dienste. Bis 1899 leitete er auf Schloss Wilhelmshöhe Umbauarbeiten. Seit 1899 in Potsdam eingesetzt, wurde er Mitglied der Schlossbaukommission. Er verantwortete Baumaßnahmen im Potsdamer Stadtschloss und im Neuen Palais sowie Umbauten in den Prinzenvillen Liegnitz und Ingenheim. 1918 wurde er Vorstand der gesamten Schlossbauverwaltung.